# Helicoverpa separata
Helicoverpa separata là một loài bướm đêm trong họ Noctuidae.